# (7789) Kwiatkowski
(7789) Kwiatkowski est un astéroïde de la ceinture principale.

## Description
(7789) Kwiatkowski est un astéroïde de la ceinture principale. Il fut découvert le 2 décembre 1994 à l'observatoire Palomar par Edward L. G. Bowell. Il présente une orbite caractérisée par un demi-grand axe de 2,30 UA, une excentricité de 0,16 et une inclinaison de 4,8° par rapport à l'écliptique.

## Compléments